# D0-experiment

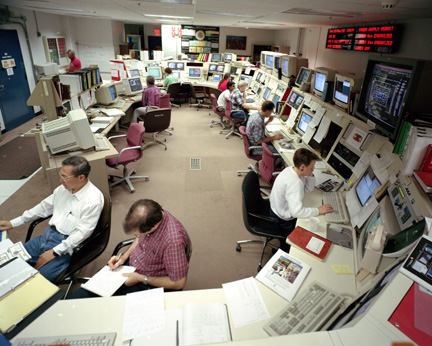
De controlekamer van het DØ-experiment

Het DØ-experiment is een natuurkundig experiment dat werd gedaan met de DØ-deeltjesdetector op het Fermilab. Het onderzoek op de verkregen data wordt gedaan door een internationaal samenwerkingsverband van dat op zijn hoogtepunt ongeveer 600 wetenschappers telde. Het experiment heeft metingen verricht aan botsingen van protonen en antiprotonen om uitspraken te kunnen doen over subatomaire materie.

## DØ-detector
De DØ-detector bevond zich aan de Tevatron-ring, waarin protonen op antiprotonen botsten bij een zwaartepuntsenergie van 1,96 TeV. Op een aantal plaatsen in de ring botsten deze deeltjes op elkaar en om het interactiepunt dat DØ heet, stond de DØ-detector. De DØ-detector was een zogenaamde multi-purpose detector, wat betekent dat hij niet was gebouwd om één speciale meting mee te doen, maar om allerlei soorten botsingen te registreren om daaruit zo veel mogelijk informatie te halen.
Nadat de bouw van de DØ-detector acht jaar geduurd had, werd op 12 mei 1992 de eerste botsing geregistreerd. Van 1992 tot begin 1996 botsten in de Tevatron-ring protonen en antiprotonen bij een zwaartepuntsenergie van 1,8 TeV. Deze periode wordt RunI genoemd. Na 1999 werd zowel de Tevatron-ring als de DØ-detector verbeterd. Tussen 2001 en 2011 vonden er weer botsingen plaats, nu bij een zwaartepuntsenergie van 1,96 TeV. Deze periode wordt RunII genoemd.

## DØ-collaboratie
Wetenschappers van 96 instituten uit Azië, Europa en Noord- en Zuid-Amerika werkten samen aan het DØ-experiment en bij veel van die instituten wordt nog analyse van de verkregen data gedaan. Deze instituten zijn voornamelijk universiteiten en nationale onderzoekscentra. Uit Nederland deden de Radboud Universiteit Nijmegen, de Universiteit van Amsterdam en het Nikhef mee van 1998 tot 2012.

## Onderzoek
In 1995 vond het hoogtepunt van RunI plaats. Toen werd door DØ en CDF samen de reeds voorspelde topquark ontdekt. In Run II zijn de eigenschappen van het topquark bestudeerd en is onder andere de massa van het topquark precies bepaald. Andere hoogtepunten van de DØ RunII zijn: het ontdekken van de deeltje-antideeltje oscillatie van het vreemd B-meson en het meten van de oscillatie frequentie daarvan; een nauwkeurige meting van de massa van het W-boson; het samen met de CDF-experiment vinden van hints voor productie van het higgsboson en verval van het higgsboson in paren van bottomquark en antibottomquark.